# Lijst van geregistreerde aanduidingen voor Provinciale Statenverkiezingen (Noord-Holland)
Hieronder staat een lijst van geregistreerde aanduidingen voor Provinciale Statenverkiezingen in de Nederlandse provincie Noord-Holland.
Het stelsel dateert van 1989 (het jaar van inwerkingtreding van de Kieswet). De aanduidingen worden door het centraal stembureau van de provincie in een register ingeschreven; zij worden vervolgens gepubliceerd in de Staatscourant.
Een organisatie die een aanduiding heeft laten registreren in het landelijke register voor de Tweede Kamerverkiezingen is tevens gerechtigd met deze aanduiding zonder nadere registratie deel te nemen aan verkiezingen voor de Provinciale Staten.
Een organisatie die een aanduiding heeft laten registreren in het provinciale register is tevens gerechtigd met deze aanduiding zonder nadere registratie deel te nemen aan gemeenteraadsverkiezingen in die provincie.
Kleurcodering
-  is in de zittingsperiode 2019-2023 vertegenwoordigd in de Provinciale Staten van Noord-Holland;
-  is in het verleden vertegenwoordigd geweest in de Provinciale Staten;
-  heeft deelgenomen aan verkiezingen voor de Provinciale Staten zonder een zetel te behalen;
-  heeft niet deelgenomen aan verkiezingen voor de Provinciale Staten;[b]
-  is ingeschreven ná de laatst gehouden verkiezingen voor de Provinciale Staten.

| Registratie- nummer | Huidige of laatste aanduiding         | Vorige aanduiding(en) | Ingeschreven     | Geschrapt        |
| ------------------- | ------------------------------------- | --- | ---------------- | ---------------- |
| -                   | ’Onafhankelijken Noord-Holland’ (ONH) | | 8 december 1998  | 26 augustus 2002 |
| 2                   | Noord-Holland Anders                  | | 8 december 1998  | 28 maart 2011    |
| 3                   | Leefbaar Noord-Holland                | | 11 januari 2000  | 26 maart 2007    |
| 4                   | Leefbaar Provinciale Partij (LPP)     | | 26 augustus 2002 | 26 maart 2007    |
| 1 (5)               | Onafhankelijke Politiek-NH OPNH       | Onafhankelijke Politieke Partij: Ouderenpartij Noord-Holland (tot 20 december 2002) Ouderenpartij Noord-Holland (tot 20 december 2022) | 31 oktober 2002  |                  |
| 6                   | Amsterdam Anders                      | | 20 december 2002 | 26 maart 2007    |
| 7                   | HaarlemsBelang.nl                     | | 20 december 2002 | 14 juni 2004     |
| 8                   | Vrouwen Partij (VP)                   | | 10 december 2014 | 27 maart 2019    |
| 9                   | Hart voor Holland                     | | 10 december 2014 | 27 maart 2019    |
| -                   | StemNL                                | | 23 december 2014 | 20 maart 2015    |
| 11                  | Multicultureel Plus Partij (M+)       | | 23 december 2014 | 27 maart 2019    |
| -                   | NIDA                                  | | 24 december 2018 |                  |
| -                   | PARTIJ VAN DE OUDEREN                 | | 14 januari 2019  |                  |
| 2                   | AWP voor water, klimaat en natuur     | | 21 december 2022 |                  |
| 3                   | Nederland met een PLAN (S.V.P.)       | | 21 december 2022 |                  |
| 4                   | Namens Noord-Hollanders.              | | 21 december 2022 |                  |